# Jeżowa
Jeżowa (deutsch Jezowa, 1936–1945 Kreuzenfeld) ist eine Ortschaft in Oberschlesien. Administrativ liegt sie in der Gemeinde Ciasna (Cziasnau) im Powiat Lubliniecki (Landkreis Lublinitz) in der Woiwodschaft Schlesien.

## Geografie

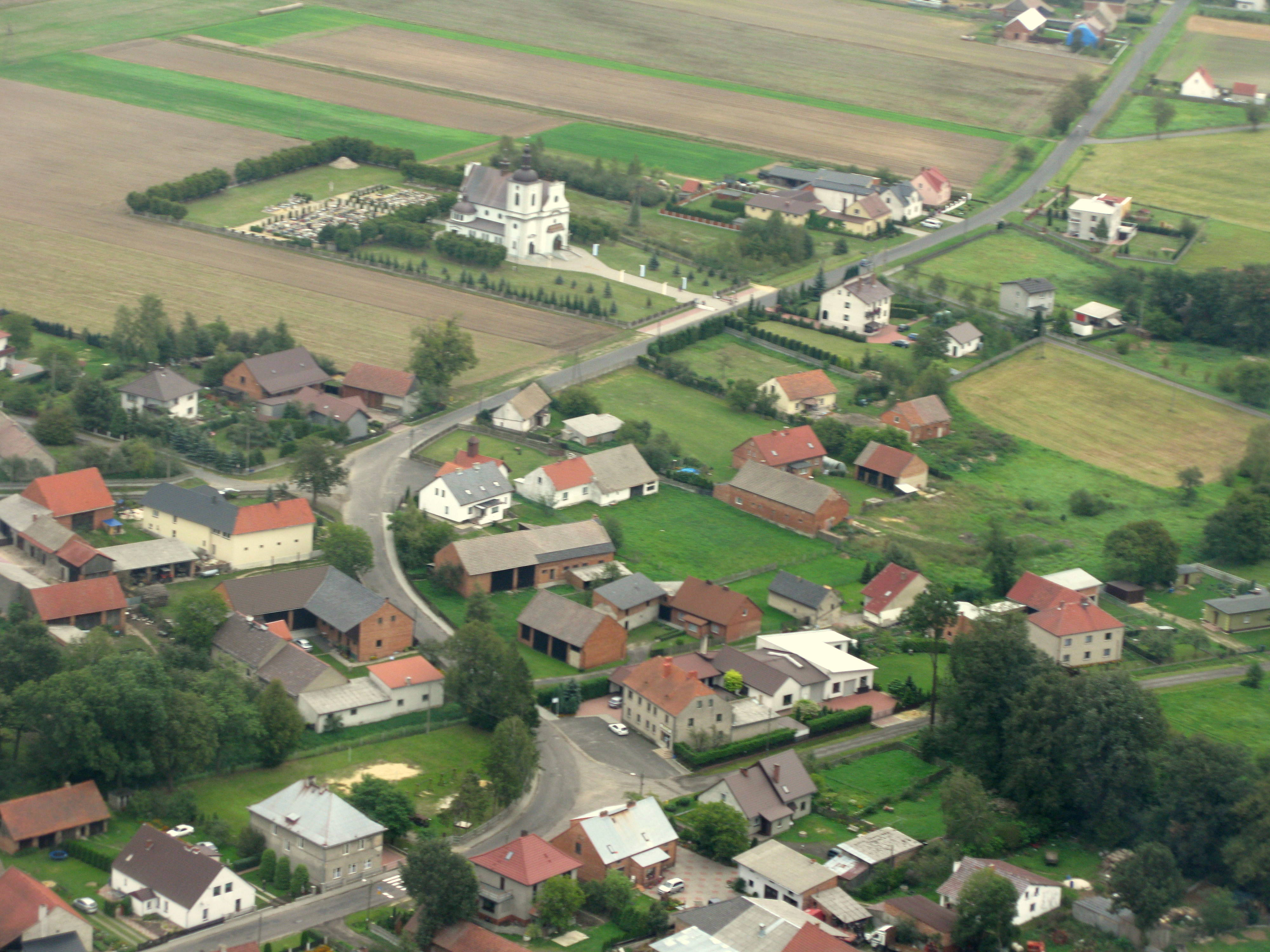
Luftbild des Ortes

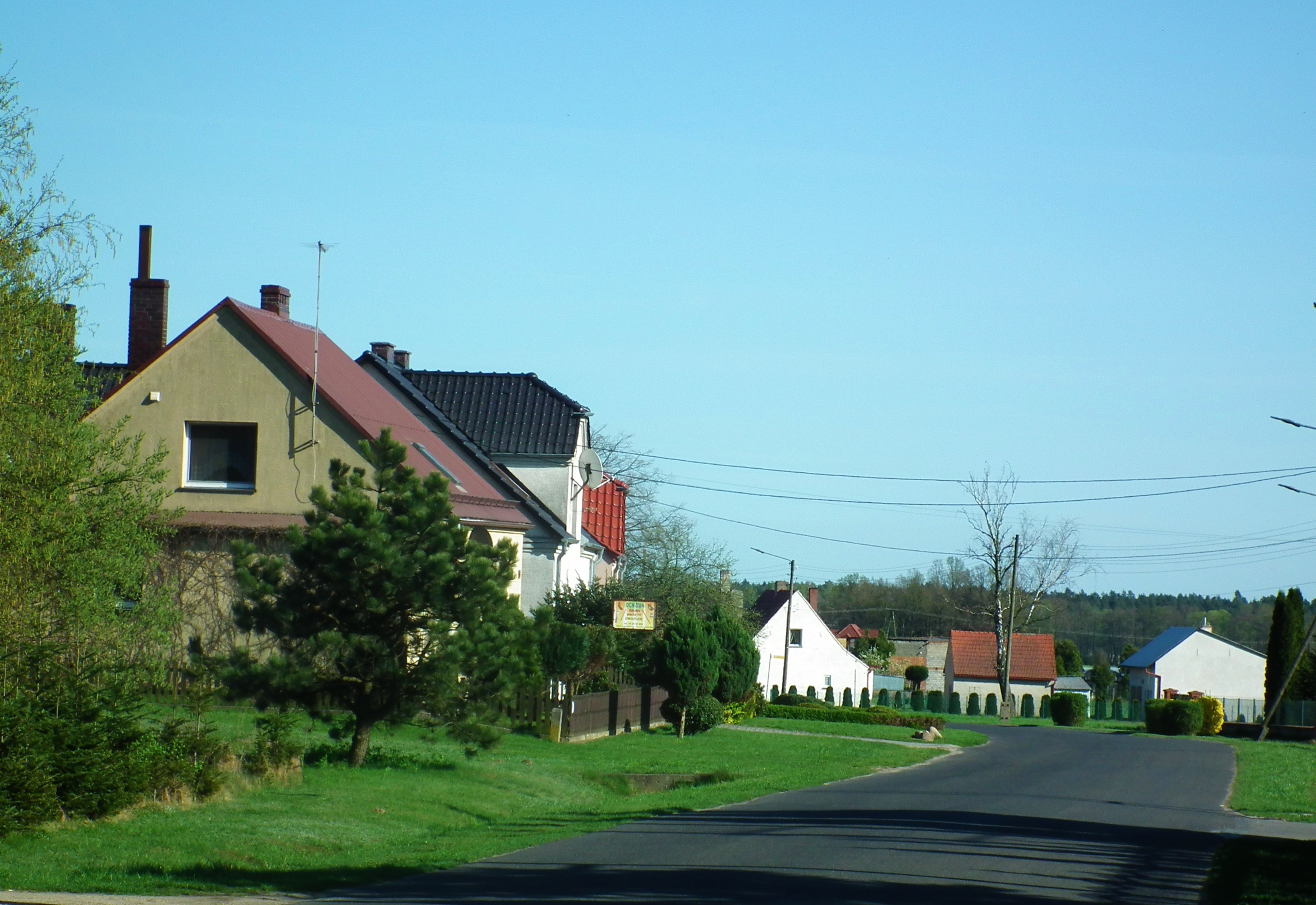
Ortsbild

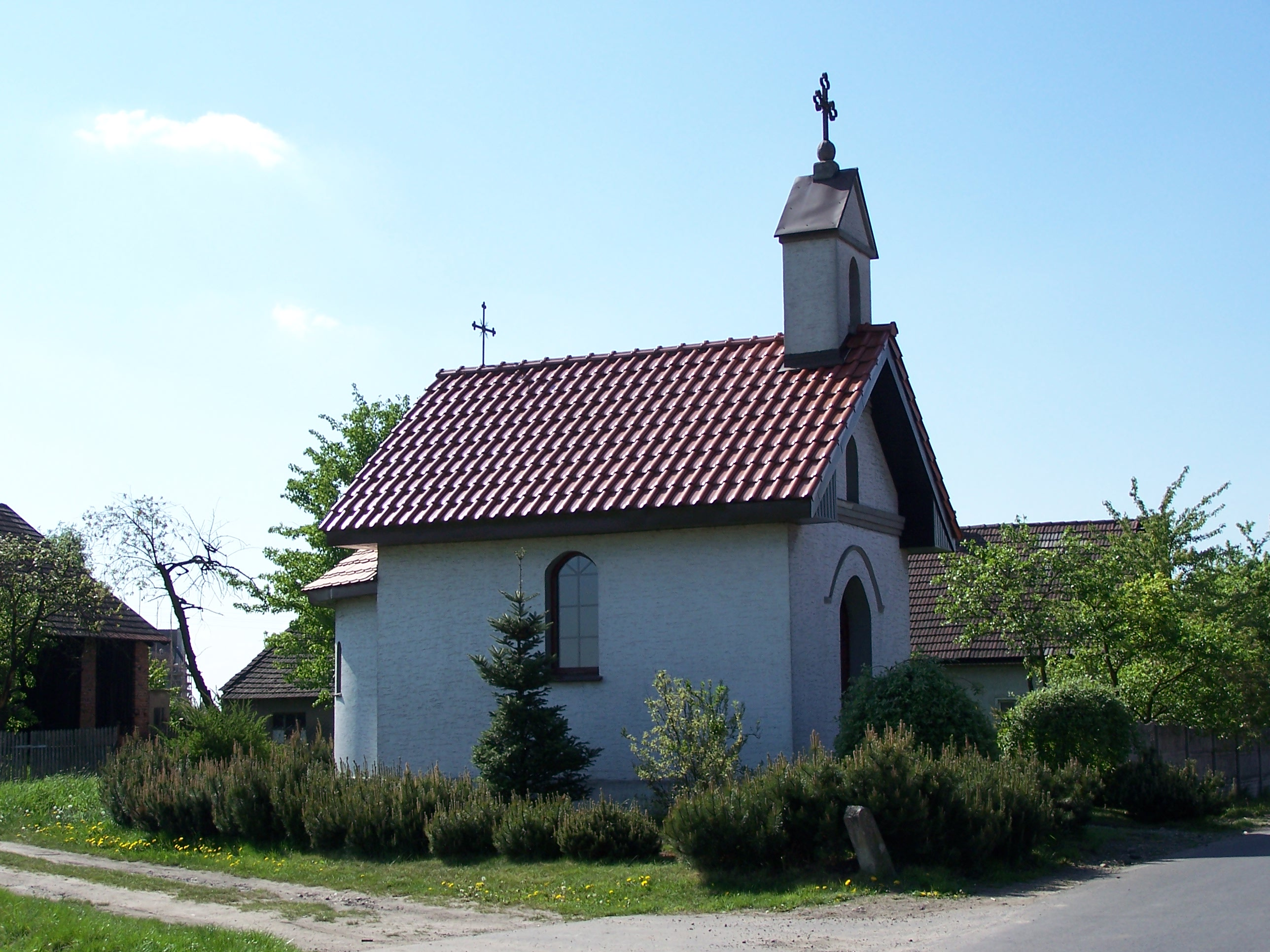
Kapelle

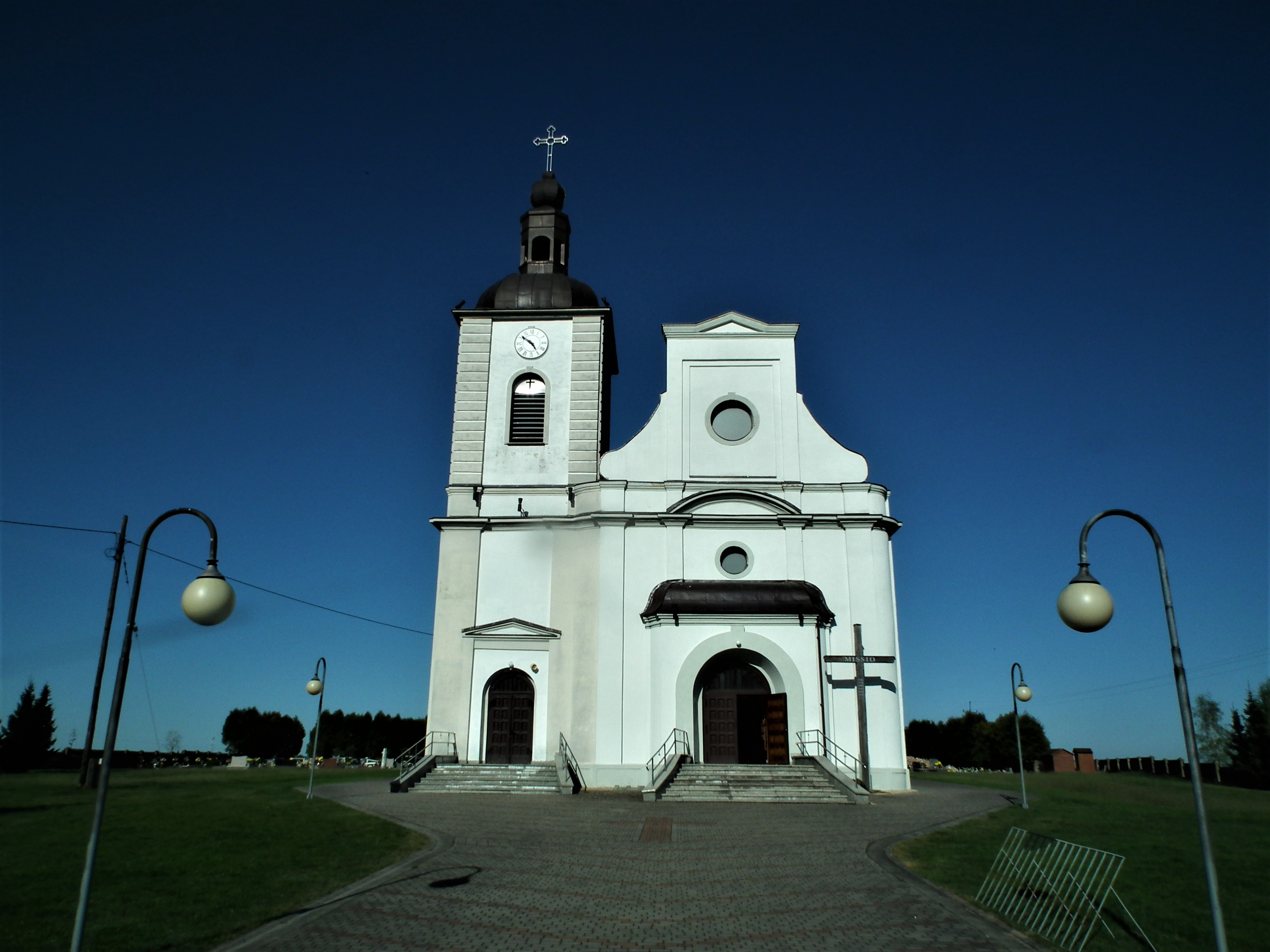
Hedwigskirche

Jeżowa liegt vier Kilometer westlich vom Gemeindesitz Ciasna (Cziasnau), 13 Kilometer nordwestlich von der Kreisstadt Lubliniec (Lublinitz) und 66 Kilometer nordwestlich von der Woiwodschaftshauptstadt Kattowitz.
Zu Jeżowa gehören die Ortsteile bzw. Weiler Bryłki, Jaśkowe, Kolonia, Kołowizna, Miętowisko, Sobkowe und Ściegna.

## Geschichte
Der Ort entstand spätestens im 15. Jahrhundert und wurde am 20. September 1422 in einem Dokument des Klosters Czarnowanz urkundlich als „Jezowa“ erwähnt. In diesem verleiht Herzog Bernhard von Falkenberg das Gut Jezowa seinem Rath Hans von Dobrodzen (Guttentag). Am 3. Mai 1434 bestätigt Herzog Bernhard von Falkenberg den Verkauf von Jezowa an Jan Stral. Am 8. Juli 1480 verzichtete Katherine Stralin zugunsten ihrer Brüder auf Jezowa.
1742 kam der Ort mit dem Großteil Schlesiens an Preußen. Der Ort wurde 1783 im Buch Beyträge zur Beschreibung von Schlesien zusammen mit dem Ort Gorosdzie als Jezowa erwähnt und gehörte einem Herrn von Stürmer und lag im Kreis Lublinitz (Lublinetz) des Fürstentums Oppeln. Damals hatte er ein Vorwerk, eine Schule, 13 Bauern, 29 Gärtner und 183 Einwohner. 1790 wurde eine Schule eröffnet, 1823 wurde sie massiv gebaut. 1865 hatte Jezowa einen Bauern, drei Halbbauern, 37 Gärtner und 42 Häuslerstellen, sowie zwei Wassermühlen namens Goradzie und Mlynek. Die Einwohner waren nach Schierokau eingepfarrt. Die Schule hatte zu diesem Zeitpunkt 190 Schüler.
Bei der Volksabstimmung in Oberschlesien am 20. März 1921 stimmten im Ort 219 Wahlberechtigte für einen Verbleib Oberschlesiens bei Deutschland und 158 für eine Zugehörigkeit zu Polen. Jezowa verblieb nach der Teilung Oberschlesiens beim Deutschen Reich. 1936 wurde der Ort im Zuge einer Welle von Ortsumbenennungen der NS-Zeit in Kreuzenfeld umbenannt. Bis 1945 befand sich der Ort im Landkreis Loben (zwischenzeitlich von 1927 bis 1941 im Landkreis Guttentag).
1945 kam der bis dahin deutsche Ort unter polnische Verwaltung und wurde anschließend der Woiwodschaft Schlesien angeschlossen und ins polnische Jeżowa umbenannt. 1950 kam der Ort zur Woiwodschaft Kattowitz. 1975 kam der Ort zur neugegründeten Woiwodschaft Tschenstochau. 1999 kam der Ort zum wiedergegründeten Powiat Lubliniecki und zur neuen Woiwodschaft Schlesien.

## Bauwerke und Sehenswürdigkeiten
- Die römisch-katholische Hedwigskirche erbaut von 1958 bis 1960. Obwohl im 20. Jahrhundert erbaut, wirkt sie sehr traditionell mit Anlehnungen an den Barockstil. Der Kirchturm blieb zunächst unvollendet und wurde nach siebenmonatigen Bauarbeiten im November 2008 vollendet.[5]
- Kapelle